# Jane Haining

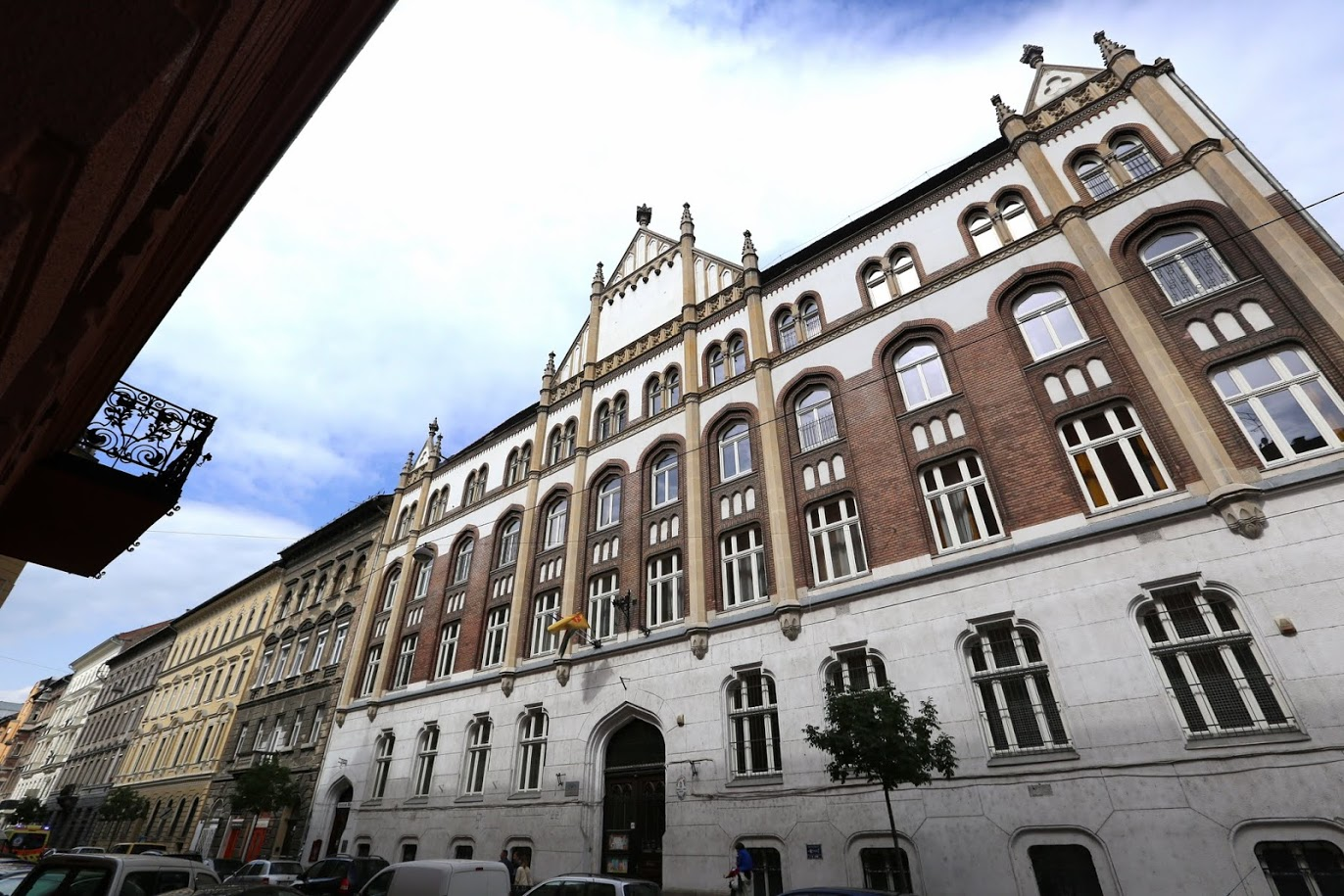
A budapesti Skót Misszió egykori iskolája és temploma. (1064 Budapest, Vörösmarty utca 51.)

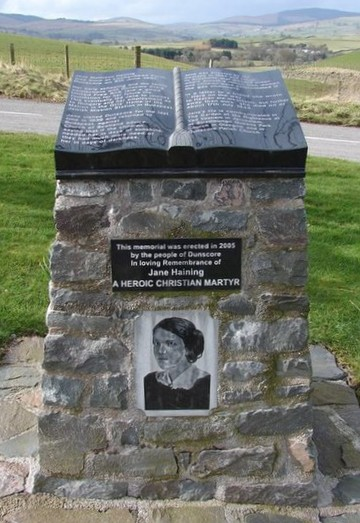
Emléke szülőfalujában

Jane Haining (Dunscore (Skócia), 1897. június 6. – Auschwitz, 1944. augusztus 16.) a „budapesti skót misszió mártírja”, az internátus vezetőjeként nőket és gyerekeket bújtatott, de később velük együtt deportálták Auschwitzba, ahol gázkamrában meggyilkolták.

## Életpályája
Jane Haining 1897-ben született a skóciai Dunscore-ban. Ötéves korában elvesztette édesanyját. Felnőve tíz évig, irodai munkakörben, egy fonodában dolgozott Paisleyben. Amikor elhatározta, hogy bekapcsolódik a missziós munkába, ezt az állását felhagyta. A Glasgow and West of Scotland College of Domestic Science elvégzésével oklevelet szerzett, és először a manchesteri Radium Institute-ban vállalt munkát. (Ma The Christie kórház.) 1932-ben a Skót Episzkopális Egyház budapesti misszióján kezdett dolgozni. A Skót Misszió 400 zsidó és keresztény gyermek számára működtetett bentlakásos rendszerű polgári iskolát a Vörösmarty utcában.
Haining 1939-ben éppen szabadságon volt Nagy-Britanniában, amikor a háború kitört, de ennek ellenére visszatért Budapestre.
Amikor a németek 1944-ben megszállták Budapestet, a misszionáriusok azt az utasítást kapták, hogy térjenek haza, de Haining ezt megtagadta, mert nem akarta a nehéz helyzetben magukra hagyni a rábízott gyermekeket. Ha békeidőben szükségük van őrá – írta nővérének –, akkor a háború idején még sokkal inkább, és további életében nem lenne egyetlen boldog pillanata sem, ha hazamenne és magukra hagyná a veszélyben lévő, védtelen gyermekeket. A Skót Misszió menedéket nyújtott a politikai üldöztetés elől menekülőknek is. A református lelkész és miniszterelnök, később köztársasági elnök Tildy Zoltán is ebben a VI. kerületi épületben rejtőzött a nyilaskeresztes hatalomátvétel napjaiban.
Egy feljelentés nyomán az SS májusban átkutatta a missziót, és Haininget a briteknek való kémkedés vádjával 1944. április 25-én letartóztatták és a budai Fő utcai börtönbe zárták. Ravasz László püspök minden követ megmozgatott kiszabadítására, de sikertelenül. A német hatóságok a skót egyházat Jane Haining haláláról úgy értesítették, hogy őt Németország elleni kémkedés vádjával letartóztatták, majd egy bélbántalomból származó sorvadásos betegség következtében kórházban halt meg 1944. július 17-én. Valójában Auschwitzba deportálták, ahol karjára a 79467 sorszámot tetoválták és feltételezhetően 1944. augusztus 16-án gázkamrában meggyilkolták.

## Emlékezete
- 1997-ben, születésének 100. évfordulóján a Jad Vasem intézet a Világ Igaza címmel adózott emlékének.[3][4]
- Jane Haining képmását ólomüveg-ablak örökíti meg a glasgow-i Queen's Park templomban és a dunscore-i templomban.[5]
- A budapesti Fővárosi Közgyűlés döntése értelmében 2010-től nevét viseli a Duna pesti rakpartjának Lánchíd és Erzsébet híd közötti szakasza.[6]
- 2021 nyarán a Skót Episzkopális Egyház felvette őt az ún. „szentek naptárába”(wd): emléknapja július 17.[7]